# لودفيغ مولر (منافس ألعاب قوى)
لودفيغ مولر (بالألمانية: Ludwig Müller)‏ هو منافس ألعاب قوى ألماني، ولد في 25 يناير 1932 في فيزل في ألمانيا.

## وصلات خارجية
- لودفيغ مولر على موقع الاتحاد الدولي لألعاب القوى (الإنجليزية)
- لودفيغ مولر على موقع أوليمبيديا (الإنجليزية)